# Cumellopsis estafricana
Cumellopsis estafricana är en kräftdjursart som först beskrevs av Mihai Bacescu och Zarui Muradian 1974.  Cumellopsis estafricana ingår i släktet Cumellopsis och familjen Nannastacidae. Inga underarter finns listade i Catalogue of Life.